# Municipio de Arcadia (Misuri)
El municipio de Arcadia (en inglés: Arcadia Township) es un municipio ubicado en el condado de Iron en el estado estadounidense de Misuri. En el año 2010 tenía una población de 5576 habitantes y una densidad poblacional de 18,98 personas por km².

## Geografía
El municipio de Arcadia se encuentra ubicado en las coordenadas 37°34′28″N 90°39′37″O / 37.57444, -90.66028. Según la Oficina del Censo de los Estados Unidos, el municipio tiene una superficie total de 293.77 km², de la cual 292,59 km² corresponden a tierra firme y (0,4 %) 1,18 km² es agua.

## Demografía
Según el censo de 2010, había 5576 personas residiendo en el municipio de Arcadia. La densidad de población era de 18,98 hab./km². De los 5576 habitantes, el municipio de Arcadia estaba compuesto por el 96,09 % blancos, el 1,27 % eran afroamericanos, el 0,59 % eran amerindios, el 0,13 % eran asiáticos, el 0,29 % eran de otras razas y el 1,63 % eran de una mezcla de razas. Del total de la población el 1,35 % eran hispanos o latinos de cualquier raza.